# HMS M14
HMS M14 Tumlaren var en svensk minsvepare som byggdes under 1941 på Valdemarsviks Slip och Båtvarv. Hon levererades den 16 maj samma år. Liksom hennes systrar en hårt utnyttjad resurs under krigsåren och de efterföljande minsvepningarna. Hon utrangerades den 15 maj 1959 och övergick till Tullverket som TV 014. Därefter som lustfartyg och turbåt i Göteborg. 